# Пасека (Влоцлавський повіт)
Пасека (пол. Pasieka) — село в Польщі, у гміні Ізбиця-Куявська Влоцлавського повіту Куявсько-Поморського воєводства.
Населення — 244 особи (2011).
У 1975-1998 роках село належало до Влоцлавського воєводства.

## Демографія
Демографічна структура станом на 31 березня 2011 року:
|          | Загалом | Допрацездатний вік | Працездатний вік | Постпрацездатний вік |
| -------- | ------- | ------------------ | ---------------- | -------------------- |
| Чоловіки | 119     | 34                 | 74               | 11                   |
| Жінки    | 125     | 28                 | 74               | 23                   |
| Разом    | 244     | 62                 | 148              | 34                   |